# Philemon buceroides
Philemon buceroides là một loài chim trong họ Meliphagidae.